# 涅德林災難
涅德林災難（Катастрофа на космодроме Байконур）是1960年10月24日發生在拜科努爾試驗場的發射台事故。當時蘇聯R-16洲際彈道導彈正在準備進行試飛，第二節發動機意外點火導致火箭發生爆炸，造成許多從事準備工作的軍事和技術人員喪生。儘管這次災難很嚴重，但是相關消息被掩蓋很多年，直到1989年蘇聯政府才承認這一事件。
這次災難是以蘇聯炮兵主帥米特羅凡·涅德林來命名，他在爆炸中喪生。米特羅凡·涅德林為蘇聯戰略火箭部隊的指揮官，也是R-16洲際彈道導彈計劃的負責人。

## 過程
1957年，蘇聯開始研發R-16洲際彈道導彈。11月，總設計師完成導彈設計。
1960年9月，運送R-16洲際彈道導彈列車駛出南方機器製造廠。9月26日，列車抵達第二試驗局及第42號發射台。
導彈試驗從1960年9月底開始一直持續到10月20日。10月20日午夜，R-16洲際彈道導彈首次發射前的各項試驗全部結束。10月21日凌晨，R-16洲際彈道導彈被運出綜合安裝試驗設施，爾後被運到離該設施幾公里遠的41號發射台。
涅傑林當時任戰略火箭軍司令，負責監督R-16的開發工作。他因為急於看到能夠威懾美國的導彈上天而對工作人員施加了不該有的壓力，可能還強行提前了導彈的發射日期（為了趕在當年的十月革命紀念日前向蘇共獻禮），結果導致了悲劇。
據目擊者描述，米特羅凡·涅德林表現出對火箭系統的完全無知，他坐在距離發射架只有20米的地方觀看火箭發射。許多陪同觀看的人在爆炸中喪生，包括航天工業部門的重要人物和一些參與研製導彈的工程師。蘇聯當局掩蓋了這個事件，對外宣稱涅傑林死於空難，直到戈爾巴喬夫時代才公布了真相。

## 外部連結
- Nedelin Disaster on RussianSpaceWeb.com （页面存档备份，存于）
- Video Cosmos （页面存档备份，存于）
- Nedelin Disaster on aerospaceweb.org （页面存档备份，存于）
- The Nedelin Catastrophe — article from Air & Space Magazine
- Video clip
- Day when not start missiles. Part one （页面存档备份，存于）
- Day when not start missiles. Part two （页面存档备份，存于）
- Memorial
- The newspaper Moskovsky Komsomolets  （页面存档备份，存于） // The disaster at Baikonur （俄文）
- The Russian Union Of Veterans （页面存档备份，存于） // Day of memory and grief.（俄文）
- The official website of the city administration Baikonur （页面存档备份，存于） // Baikonur commemorated a test rocket and space technology.（俄文）

45°58′32″N 63°39′35″E / 45.97542°N 63.65982°E